# Zivilbeschäftigter
Zivilbeschäftigte sind Arbeitnehmer (Tarifbeschäftigte) oder Beamte im öffentlichen Dienst, die in militärischen oder paramilitärischen Einrichtungen tätig sind.

## Allgemeines
Der Begriff Zivilbeschäftigter soll eine Unterscheidung zu Soldaten schaffen, die gemeinsam in Dienststellen der Bundeswehr oder der Militärverwaltung (beispielsweise Bundeswehrverwaltung) zusammenarbeiten. Die Bundeswehr ist einer der größten zivilen Arbeitgeber Deutschlands. Greift die „Trendwende Personal“ vom Mai 2016, werden den dann 198.000 Soldaten mehr als 61.000 Beamte und Tarifbeschäftigte zur Seite stehen.

## Arten
Als Dienststellen kommen für Zivilbeschäftigte beispielsweise auch Kampfmittelräumdienste, Kantinen (Offizierskasino), Kasernen, Militärflugplätze, Militärgefängnisse, Militärkrankenhäuser, Truppenübungsplätze oder Waffendepots in Frage.

## Rechtsfragen
Zivilbeschäftigte unterstehen nicht dem Wehrrecht, sondern dem Dienstrecht; ihr Arbeitgeber ist eine Dienststelle. Haben sie dort Soldaten als Vorgesetzte, so erteilen diese den Zivilbeschäftigten keine militärischen Befehle, sondern dienstliche Anweisungen. Die Pflicht zum Befolgen dieser Anweisungen ergibt sich für Beamte aus den § 61 und § 62 Bundesbeamtengesetz und für Angestellte und Arbeiter aus dem Dienstvertrag.

## Zivilbeschäftigte bei der Bundeswehr und bei den in Deutschland stationierten NATO-Streitkräften
In militärischen Einrichtungen in Deutschland werden heute insbesondere viele Arbeiten zur Instandhaltung, Bewachung und Versorgung von nicht militärischem Personal erledigt. Hierbei handelt es sich in der Regel um Arbeiter und Angestellte, die im Rahmen der einschlägigen Tarifverträge des öffentlichen Dienstes beschäftigt sind. Aufgrund zwischenstaatlicher Verträge über Truppenstationierung (NATO-Truppenstatut) gilt für die Zivilbeschäftigten bei den ausländischen Stationierungsstreitkräften das Deutsche Arbeitsrecht (einschl. modifiziertes BPersVG). Die jeweilige Beschäftigungsdienststelle wird jedoch ausschließlich von den ausländischen Streitkräften als Arbeitgeber betrieben. Die Zahlung der Gehälter erfolgt ebenfalls aus Heimatmitteln der Entsendestaaten. Die Tätigkeit dieser Arbeitnehmer ist keine Tätigkeit im deutschen öffentlichen Dienst. Tarifvertrag: TVAL II (Tarifvertrag für die Arbeitnehmer bei den Stationierungsstreitkräften).

## Zivilbeschäftigte bei der SS und der Wehrmacht während der Zeit des Nationalsozialismus
Dies waren in der Regel Deutsche, die im Rahmen eines zivilen Arbeitsverhältnisses während der NS-Zeit in Lagern erwerbstätig waren. In solchen Lagern (in der Regel KZ) war im Übrigen überwiegend entweder militärisches oder militärähnliches, wie z. B. SS-Personal eingesetzt. Sie hatten mit einem privaten Unternehmen einen Arbeitsvertrag zu üblichen Bedingungen (Lohntarife, Kündigungsrecht, Überstundenregelungen, Aufwandsentschädigungen für Dienstreisen, Heimfahrten zu Feiertagen usw.). Ein Beispiel sind Techniker, die in erheblichem Maß für spezielle Arbeiten in den KZ eingesetzt wurden, insbesondere in sensiblen Bereichen, in denen die SS keine Gefangenen arbeiten lassen wollte – vornehmlich Bau, Installation und Wartung der Gaskammern, womit regelmäßig die Firma J. A. Topf und Söhne, Lieferant von Krematorien und Gaskammer-Zubehör, in Verbindung gebracht wird. Beteiligt waren Monteure, Ingenieure und Prokuristen, die zeitweise (u. U. bis zu mehreren Monaten) im KZ arbeiteten, aber außerhalb wohnten. Der Begriff zivil dient in diesem Fall dazu, diese Leute von den hier beruflich tätigen Wehrmachtsangehörigen zu unterscheiden, die sich nach dem Krieg in der Regel auf einen Diensteid o. ä. zur Schuldabwehr zu berufen pflegten. Weibliche Zivilangestellte der SS wurden im nationalsozialistischen Sprachgebrauch als SS-Gefolge bezeichnet.
Es gab auch ausländische Zivilbeschäftigte aus der Umgebung der deutschen Konzentrations- und Vernichtungslager z. B in Polen, die dort freiwillig, als normale Arbeitnehmer im Schichtbetrieb arbeiteten, also ohne selbst SS-Angehörige oder Häftlinge gewesen zu sein. Ebenso gab es in den von der Wehrmacht während des Zweiten Weltkrieges besetzten Ländern Männer und Frauen, die für die deutschen Truppen bzw. für die SS gegen Entgelt reguläre Arbeiten verrichteten. Insbesondere nach Niederschlagung des nationalsozialistischen Regimes galten sie in ihrer Heimat meist als Kollaborateure.